# Pasar Tebat
Pasar Tebat is een bestuurslaag in het regentschap Bengkulu Utara van de provincie Bengkulu, Indonesië. Pasar Tebat telt 632 inwoners (volkstelling 2010).